# Hercule Farnèse
L'Hercule Farnèse (en italien : Ercole Farnese) est une sculpture en marbre de la Haute Époque hellénistique de 317 cm de haut représentant Hercule, réalisée par Glycon (ou Glykon) d'Athènes, datable du début du IIIe siècle, conservée au musée archéologique national de Naples.
C'est probablement une copie agrandie réalisée par un certain Glycon, inconnu par ailleurs, dont la signature figure sur le rocher, sous la massue ; le nom est grec mais il a peut-être travaillé à Rome. Comme beaucoup d'autres sculptures romaines antiques, il s'agit d'une copie ou d'une version d'un original grec beaucoup plus ancien qui était bien connu, en l'occurrence un bronze de Lysippe (ou de l'un de ses proches) qui aurait été réalisé au IVe siècle av. J.-C.,. Cet original a survécu pendant plus de 1 500 ans jusqu'à ce qu'il soit fondu par les croisés lors du Siège de Constantinople (1204). La copie agrandie a été réalisée pour les thermes de Caracalla à Rome (dédiée en 216 apr. J.-C.), où la statue a été découverte en 1546. Entrée dans la collection Farnèse, elle se trouve maintenant au musée archéologique national de Naples. L'Hercule à l'échelle héroïque est l'une des sculptures les plus célèbres de l'Antiquité classique et a déterminé l'image du héros mythique dans l'imaginaire européen.
Statue de marbre massive, elle représente un Hercule musclé, mais fatigué, appuyé sur sa massue, sur laquelle est drapée en partie la peau du lion de Némée. Dans les mythes sur Héraclès, tuer le lion était le premier de ses Douze Travaux, suggéré par les pommes des Hespérides qu'il tient dans son dos. Le genre était bien connu dans l'Antiquité, et parmi de nombreuses autres versions, une réduction en bronze hellénistique ou romaine, trouvée à Foligno se trouve au musée du Louvre. Une petite copie en marbre romain peut être vue au Musée de l'Agora antique d'Athènes.

## Histoire
La statue redécouverte a rapidement fait son entrée dans la collection du cardinal Alexandre Farnèse, petit-fils du pape Paul III. Alexandre Farnèse était bien placé pour constituer l'une des plus grandes collections de sculpture classique réunie depuis l'Antiquité. Elle a été conservée pendant des générations dans sa propre pièce dans le palais Farnèse à Rome, où elle était entourée de fresques représentant les exploits mythiques du héros, réalisées par Annibale Carracci et son atelier, exécutées dans les années 1590. La statue Farnèse a été déplacée à Naples en 1787 avec la majeure partie de la collection Farnèse et est maintenant exposée au musée archéologique national.
La sculpture a été remontée et restaurée par niveau. Guglielmo Della Porta, élève de Michel-Ange, a procédé à la restauration de la sculpture en insérant les parties manquantes. D'après une lettre de celui-ci, la tête a été récupérée séparément, dans un puits du Trastevere, et achetée pour Farnèse par son intermédiaire. Les jambes faites pour compléter la figure étaient si appréciées que lorsque leur original a été récupéré des fouilles en cours dans les thermes de Caracalla, celles de Della Porta ont été conservées sur les conseils de Michel-Ange, en partie pour démontrer que les sculpteurs modernes pouvaient supporter une comparaison directe avec les Anciens. Les jambes originales, de la collection Borghese, n'ont été réunies à la sculpture qu'en 1787, à l'époque des Bourbons de Naples, quand il fut décidé de restaurer les parties antiques. Aujourd'hui, dans le musée archéologique de Naples, il est possible de voir sur le mur derrière l'Hercule les deux veaux sculptés par Guglielmo Della Porta.
Johann Wolfgang von Goethe, dans son Voyage en Italie, raconte ses différentes impressions en voyant l'Hercule avec chaque paire de jambes, s'émerveillant cependant de la nette supériorité des originaux.

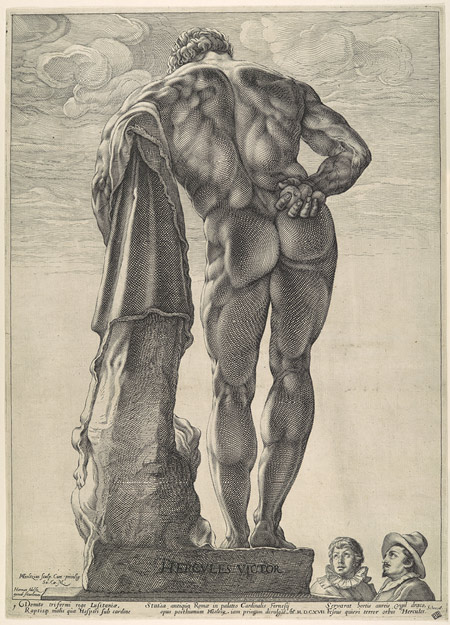
LHercule Farnèse, gravé par Hendrick Goltzius, 1591, deux badauds donnent l'échelle.

De nombreuses gravures ont fait la renommée de l'Hercule Farnèse. En 1562, la découverte était déjà incluse dans l'ensemble des gravures du Speculum Romanae Magnificentiae (« Miroir de la magnificence de Rome ») et les connaisseurs, artistes et touristes étaient émerveillés devant l'original qui se trouvait dans la cour du palais Farnèse, protégé sous l'arcade. En 1590-1591, lors de son voyage à Rome, Hendrik Goltzius esquisse la statue dans la cour du palais. Plus tard (en 1591), il reproduit la vue arrière moins courante, dans une gravure qui met l'accent sur la forme musculaire déjà exagérée, avec des lignes renflées et effilées qui débordent sur les contours. Le jeune Pierre Paul Rubens a fait des croquis rapides des plans et de la masse de la statue d'Hercule. Avant la photographie, les gravures étaient le seul moyen de mettre l'image entre de nombreuses mains.
En 1787, grâce à l'héritage obtenu par Charles III (roi d'Espagne), fils d'Élisabeth Farnèse, toute la collection Farnèse est transférée à Naples et placée d'abord dans le palais de Capodimonte, construit précisément à cet effet, puis, par la suite, dans le musée archéologique national de Naples.
La sculpture a été admirée dès le début, des réserves sur sa musculature exagérée n'apparaissant qu'à la fin du XVIIIe siècle. La renommée de l'Hercule était véritablement européenne et les anecdotes le concernant à l'époque de la Révolution française et des spoliations napoléoniennes sont nombreuses. En France, l'échec de l'enlèvement de l'Hercule Farnèse semble avoir été une véritable inquiétude des révolutionnaires d'abord, puis des napoléoniens. Mgr Henri Grégoire, déclare devant la Convention nationale de 1794 : « Si nos armées victorieuses pénétraient en Italie, l'enlèvement de l'Apollon du Belvédère et de l'Hercule Farnèse serait la plus brillante des conquêtes. C'est la Grèce qui a orné Rome : mais les chefs-d'œuvre des républiques grecques ornent le pays des esclaves (c'est-à-dire  l'Italie ?). La République française devrait être leur siège définitif. » Une autre anecdote célèbre est racontée par Antonio Canova dans ses écrits : le 12 octobre 1810, le sculpteur est présenté à Napoléon par le général Duroc afin d'exprimer son désir de retourner en Italie, mais Napoléon s'y oppose, lui faisant remarquer que l'omission de l'Hercule du musée qu'il a constitué à Paris était la lacune la plus importante dans la collection. À quoi Canova a répondu : « Laissez au moins quelque chose à l'Italie. Ces monuments antiques forment une chaîne et une collection avec d'infinies autres qui ne peuvent être transportées ni de Rome ni de Naples ». La sculpture a été mise en caisse et prête à être expédiée à Paris avant que le régime napoléonien ne fuie Naples. Les autres œuvres, qui ont fait l'objet des spoliations napoléoniennes dans toute l'Italie ont connu un sort différent.

## Description
Hercule est pris dans un rare moment de repos. Appuyé sur sa massue noueuse qui est drapée de la peau du lion de Némée ; il tient les pommes des Hespérides, mais les cache derrière son dos, dans sa main droite.
Hercule personnifiait le triomphe du courage de l'homme sur la série d'épreuves posées par les dieux jaloux. Lui, fils de Zeus, a été autorisé à atteindre l'immortalité. À l'époque classique, son rôle de sauveur de l'humanité s'était accentué, mais il possédait également des défauts mortels tels que la luxure et l'avarice.
L'interprétation de Lysippe reflète ces aspects de sa nature mortelle. Cette statue représente Hercule, fatigué à la fin de ses travaux, qui se repose appuyé sur sa massue, tenant de sa main droite, derrière son dos, les pommes d'or volées aux Hespérides.

Détails
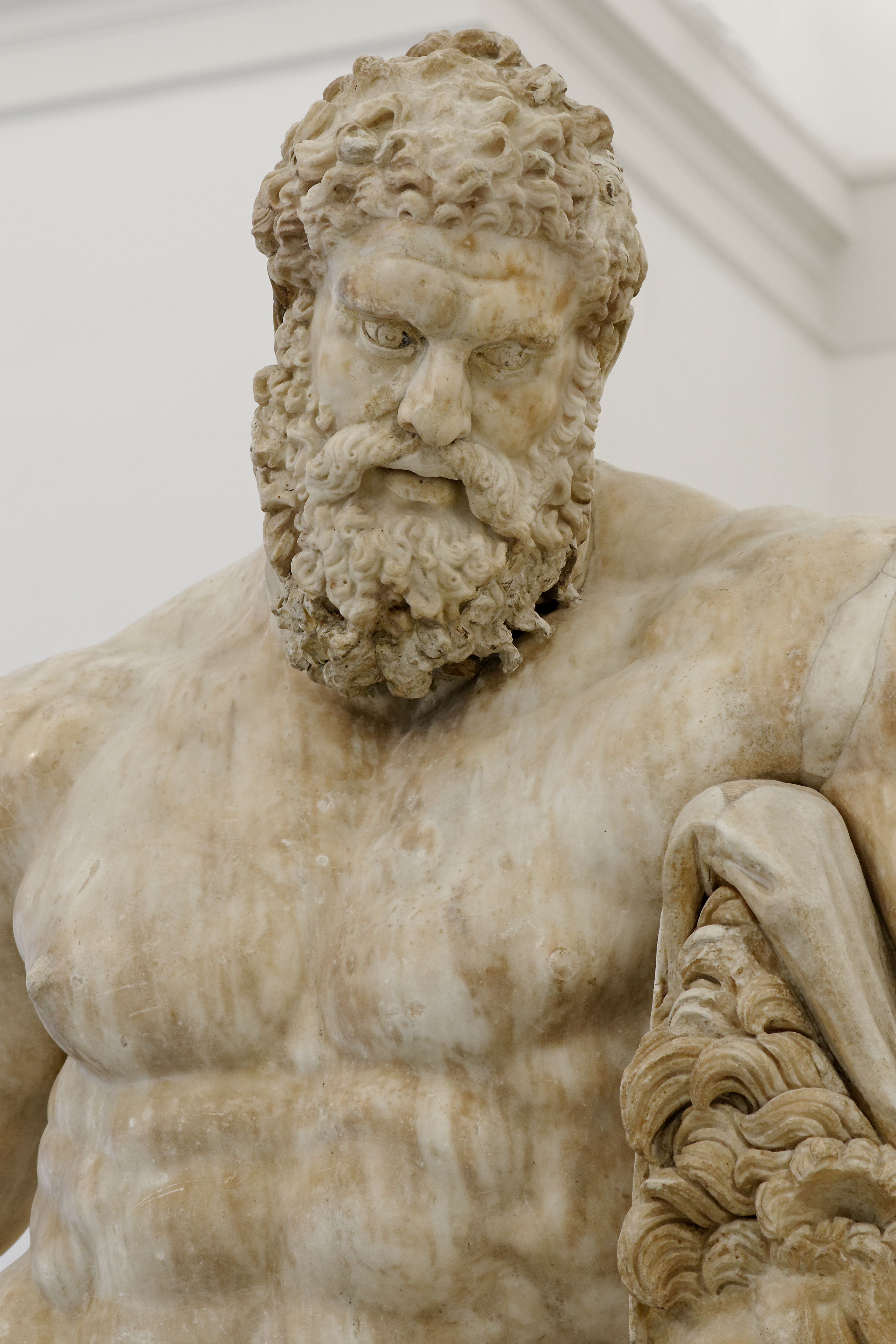
Visage.
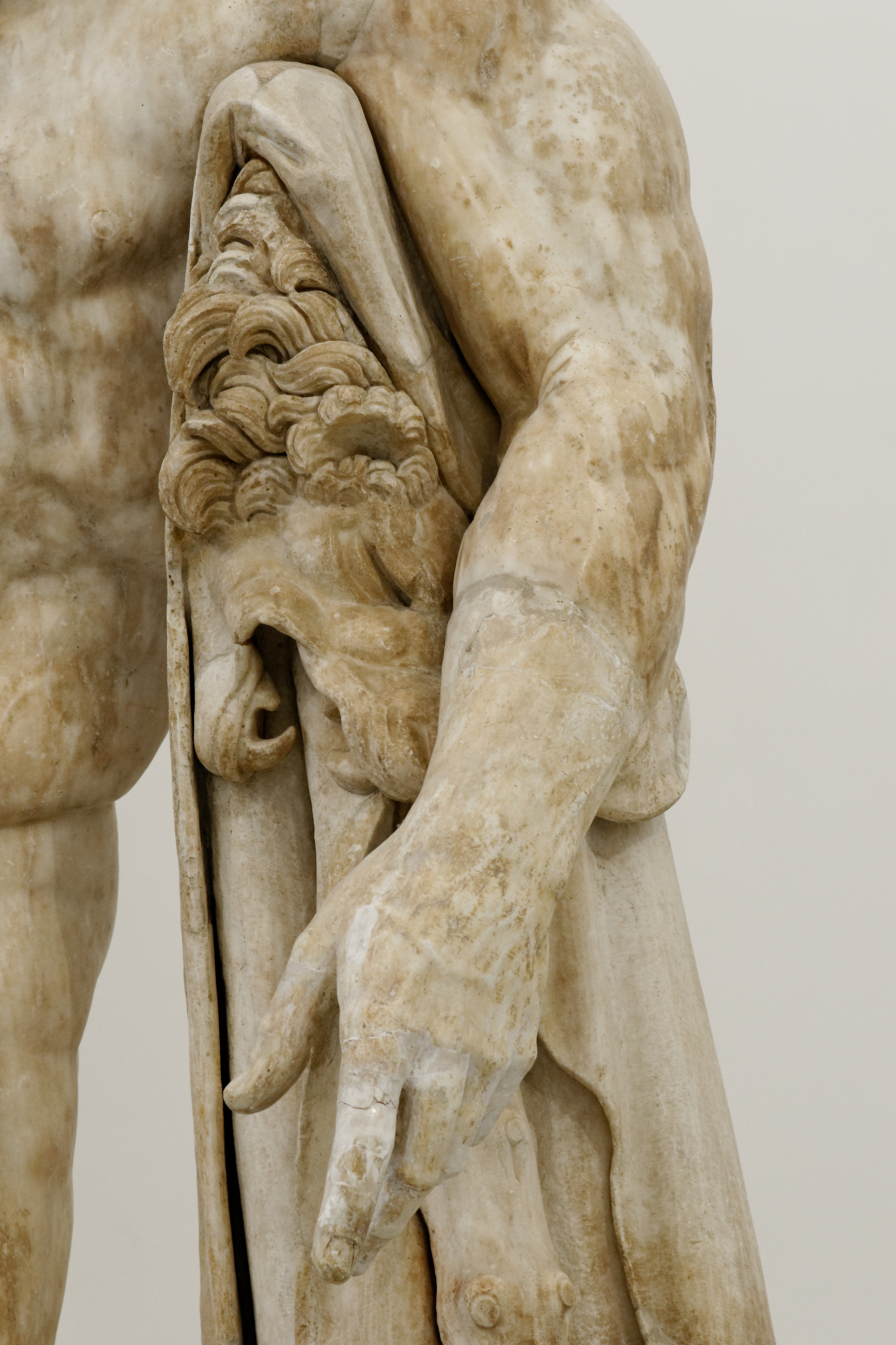
Bras gauche appuyé sur la massue.
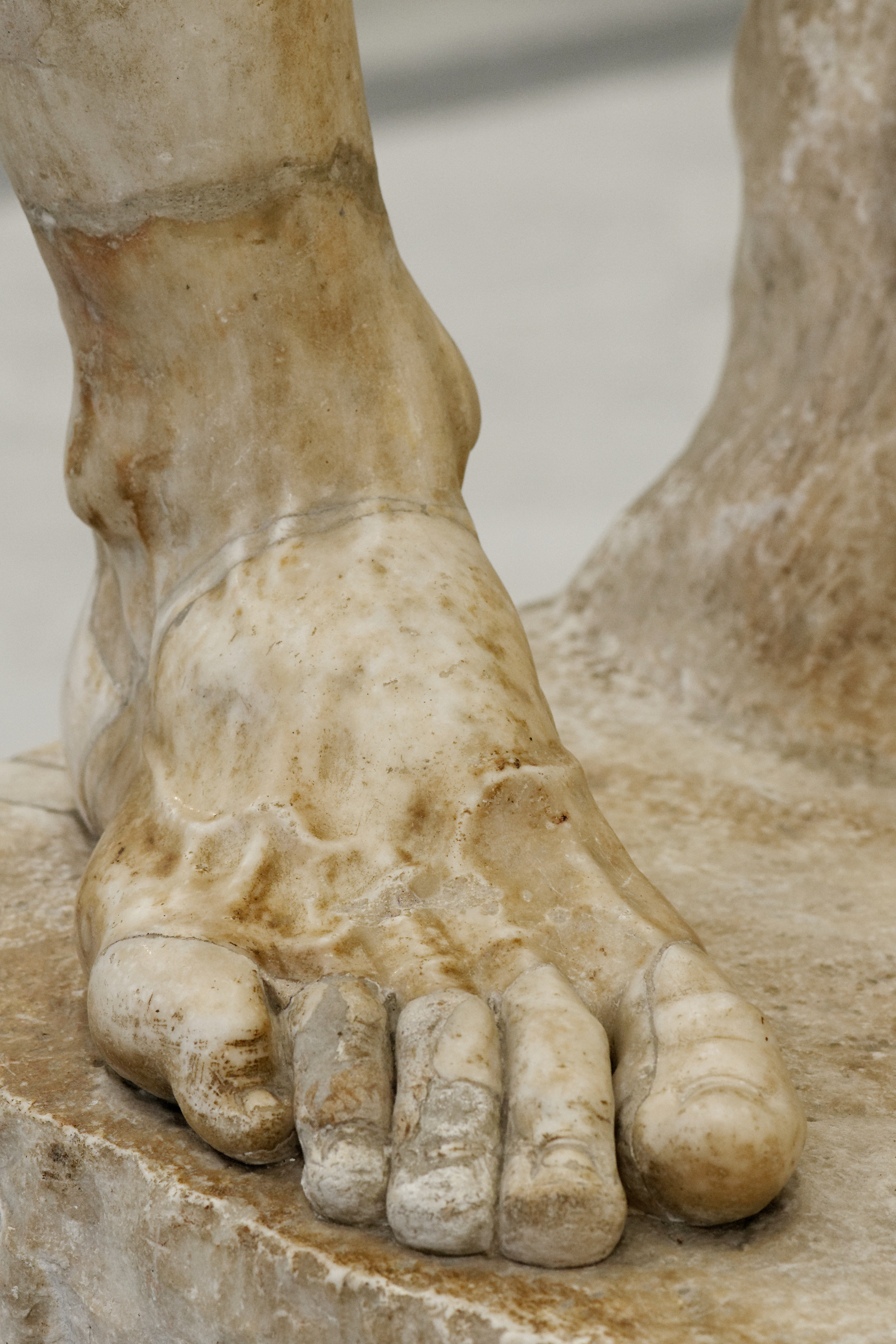
Pied droit.
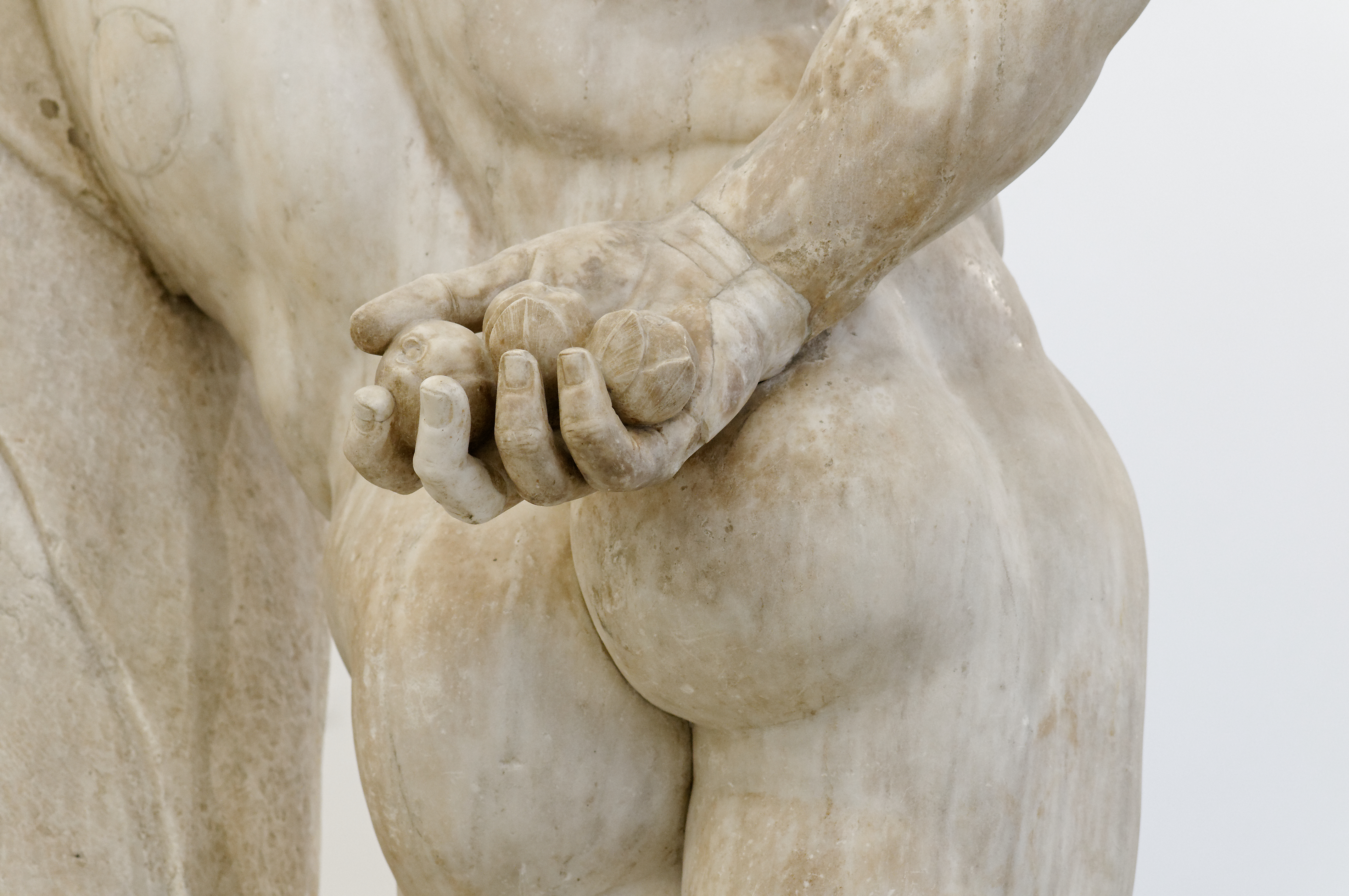
Main droite derrière le dos avec les pommes.
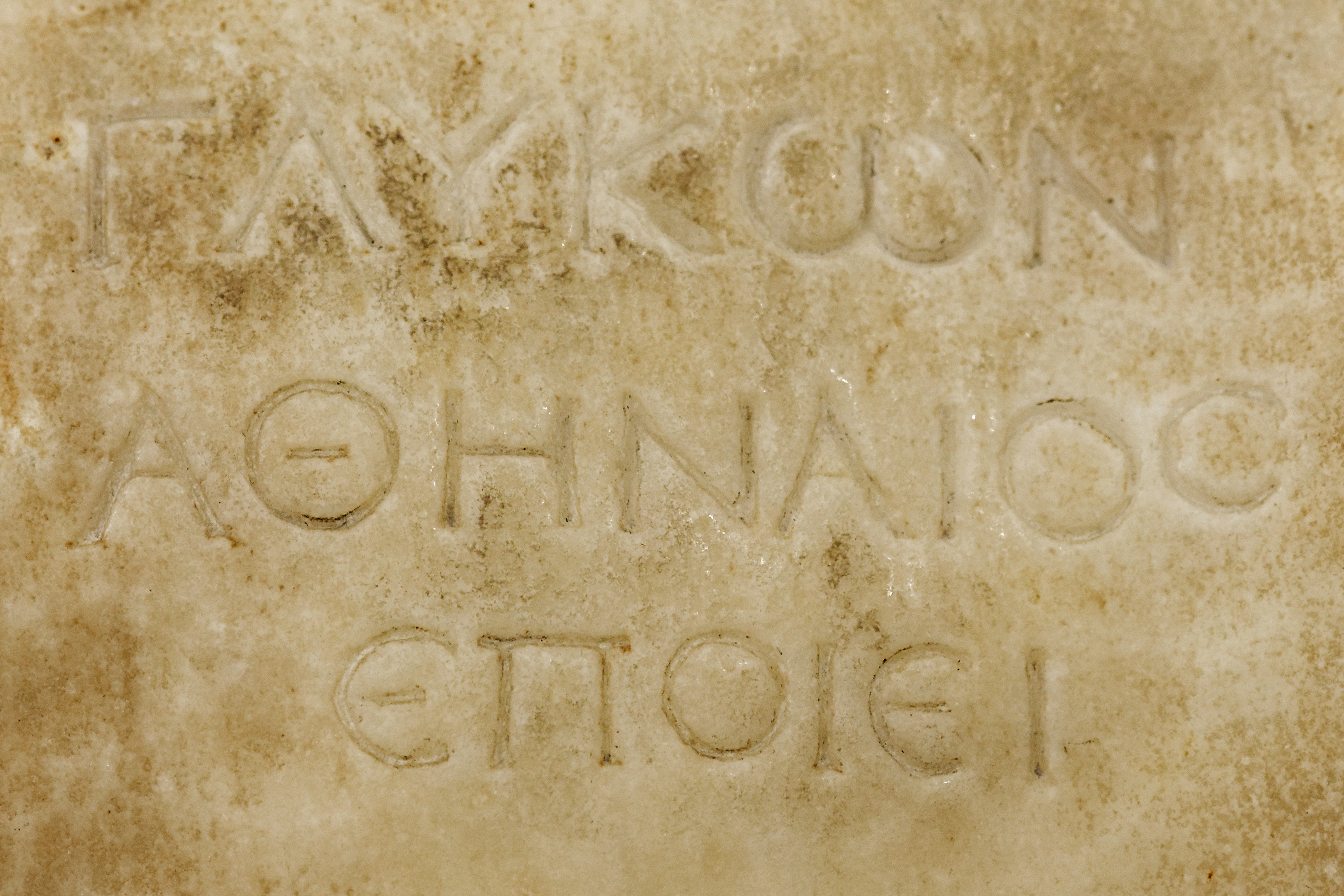
Signature de Glykon.

## Copies

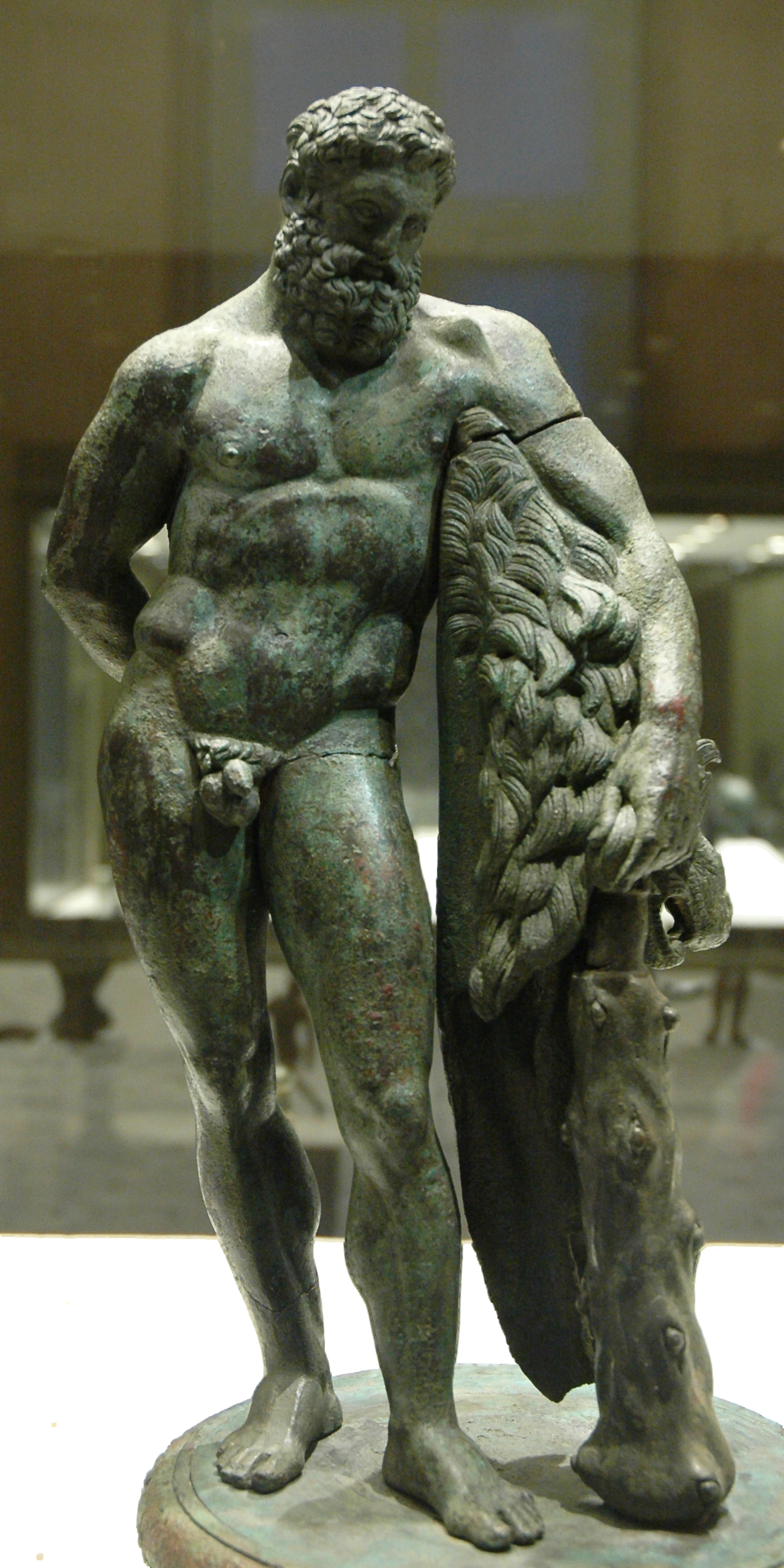
Réduction en bronze du musée du Louvre.

Des copies en marbre et des fontes en bronze ont été exécutées, quelques-unes à l'époque antique, puis de nombreuses à partir du XVIIIe siècle.

### Copies anciennes
La statue, bien en vue, était très appréciée des anciens Romains, et des copies ont été trouvées dans des palais et des gymnasiums. Une autre copie, plus grossière, se trouvait dans la cour du palais Farnèse ; une avec l'inscription simulée (mais probablement ancienne), « Lykippos », se trouve dans la cour du Palais Pitti, à Florence, depuis le XVIe siècle. Les copies anciennes de la statue comprennent :
- Hercule, IIe siècle, copie romaine, musée des Offices, Florence.
- Un Hercule semblable à celui de Naples est présent dans la salle d'honneur du palais de Caserte, trouvé avec l'Hercule Farnèse et nommé Ercole Latino.
- Le Weary Herakles, statue de marbre romain fortement brisée, a été découverte lors de fouilles en 1980 à Pergé, en Turquie. Le haut du torse pillé a été vendu au Musée des Beaux-Arts (Boston) en 1981 ; il a été rendu à la Turquie en 2011 et est maintenant exposé avec le reste de la pièce au musée d'Antalya[8].
- l'Ercole Curino, également en bronze à échelle réduite du IIIe siècle av. J.-C., a été trouvé à Sulmona et est maintenant conservé au Musée archéologique national des Abruzzes à Chieti.
- Statue colossale d'Hercule, découverte dans les bains d'Hippo Regius (Annaba), Algérie.
- Héraclès au repos, Musée de l'Ermitage, Saint-Pétersbourg.
- Statue sans tête en marbre de la fin de l'époque hellénistique, gravement endommagée, récupérée de l'épave d'Anticythère en 1901, Musée national archéologique d'Athènes. La tête de la statue a été retrouvée en 2022.
- Statue sans tête au musée d'archéologie et d'ethnographie d'Izmit.
- Torse sans tête, cassé, trouvé dans les bains publics du village romain et byzantin de la vallée de Jezreel.
- Torse sans tête, cassé, de l'Amphiaréion d'Oropos, Musée national archéologique d'Athènes.
- Torse sans tête, cassé, du IIe ou IIIe siècle, au Musée Saint-Raymond à Toulouse.
- Statuette du IIe siècle, au Detroit Institute of Arts.
- Statuette en bronze aux yeux incrustés d'argent de 40-70 apr. J.-C., Villa Getty.
- Copie antique en bronze (en réduction 42,5 cm) découverte à Foligno (province de Pérouse) et exposée au musée du Louvre.

Le type de l'Hercule Farnèse est également repris dans le cadre de la statuaire funéraire romaine, comme on peut le voir sur le petit garçon souriant du Louvre. Sur cette statue, l'enfant est en train de jouer, ce qui s'oppose au caractère plutôt triste du modèle original. Le choix de ce modèle est à lier à l'idée que l'enfant triomphera de la mort, mais aussi au goût des Romains pour les modèles hellénistiques.

### Copies ultérieures

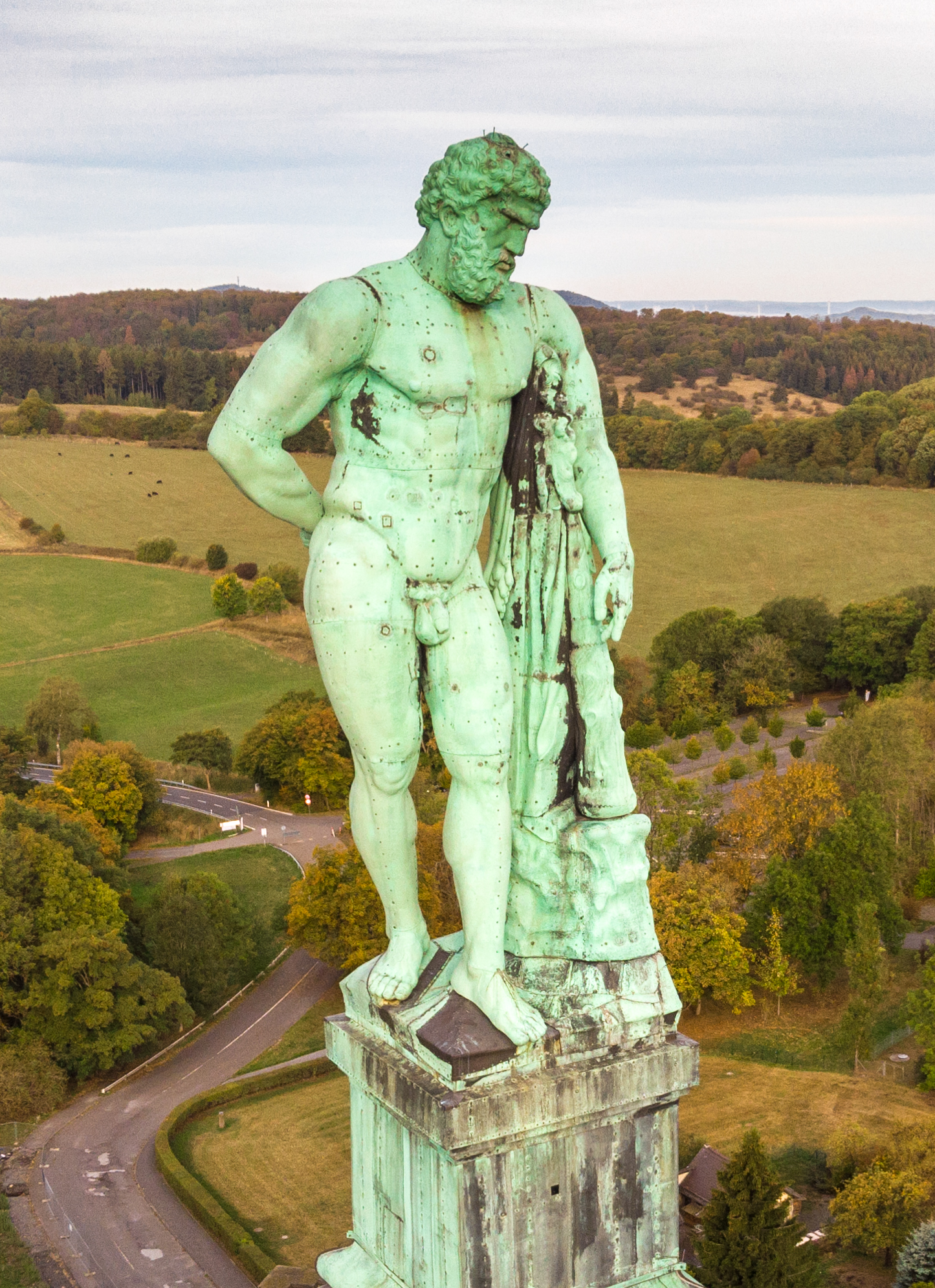
Hercule du Parc Wilhelmshöhe à Cassel.

Après la redécouverte de l'Hercule Farnèse, des copies sont apparues dans les jardins du XVIe au XVIIIe siècle à travers l'Europe. Lors de la construction de l'Alameda de Hércules (1574) à Séville, le plus ancien jardin public conservé en Europe, ont été installées à son entrée deux colonnes d'un temple romain, éléments d'un édifice encore conservé dans les Mármoles, signe incontestable d'admiration pour les sites archéologiques romains. Sur eux étaient placées deux sculptures de Diego de Pesquera de 1574, reconnaissant Hercule comme fondateur de la ville, et Jules César, restaurateur d'Híspalis. Le premier était une copie de l'Hercule Farnèse, presque de la taille monumentale de l'original.
Dans le parc Wilhelmshöhe, près de Cassel (Hesse), une version colossale de 8,5 m de haut, réalisée par Johann Jacob Anthoni, 1713-1717, est devenue un symbole pour la ville. Elle est placée sur un bâtiment en pierre octogonal (« Oktagon ») qui surplombe le parc, l'un des plus importants de la ville. L'ensemble bâtiment-statue atteint 69 mètres de hauteur : il est le deuxième au monde après la statue de la Liberté à New York.
Celui des jardins du château de Versailles est une copie en marbre de Jean Cornu (1684-1686).
En Écosse, un rare exemplaire en plomb, de la première moitié du XVIIIe siècle, est situé de manière incongrue dans les Highlands, surplombant le jardin d'Hercule récemment restauré dans le parc du château de Blair.
Les collectionneurs aisés pouvaient s'offrir l'une des nombreuses répliques en bronze créées dans des tailles pouvant être posées sur des tables.
Une copie en marbre a été réalisée par Giovanni Comino à Rome de 1670 à 1672 et installée au parc de Sceaux en 1686, puis au jardin des Tuileries de 1793 à 2010, elle est ensuite revenue à Sceaux, un moulage restant aux Tuileries.
Une copie de l'Hercule Farnèse se trouve à Palerme, dans le Parco della Favorita, placée sur une colonne au centre de la Fontaine d'Hercule d'où part l'avenue homonyme qui mène de la ville au Palais chinois, résidence d'été des rois de Naples.
Une réplique, intitulée Herakles in Ithaca, a été érigée en 1989 sur le campus de Université Cornell à Ithaca (New York). La statue est un cadeau de son sculpteur, Jason Seley, professeur des beaux-arts. Seley a réalisé la sculpture en 1981 à partir de pare-chocs automobiles chromés.
La statue a inspiré des artistes tels que Jeff Koons et Matthew Darbyshire pour créer leurs propres versions, respectivement en plâtre et en polystyrène. Leur utilisation de matériaux blancs pour recréer la sculpture a été interprétée par Aimee Hinds comme une perpétuation du colorisme dans l'art classique.

### Vaux-le-Viconte

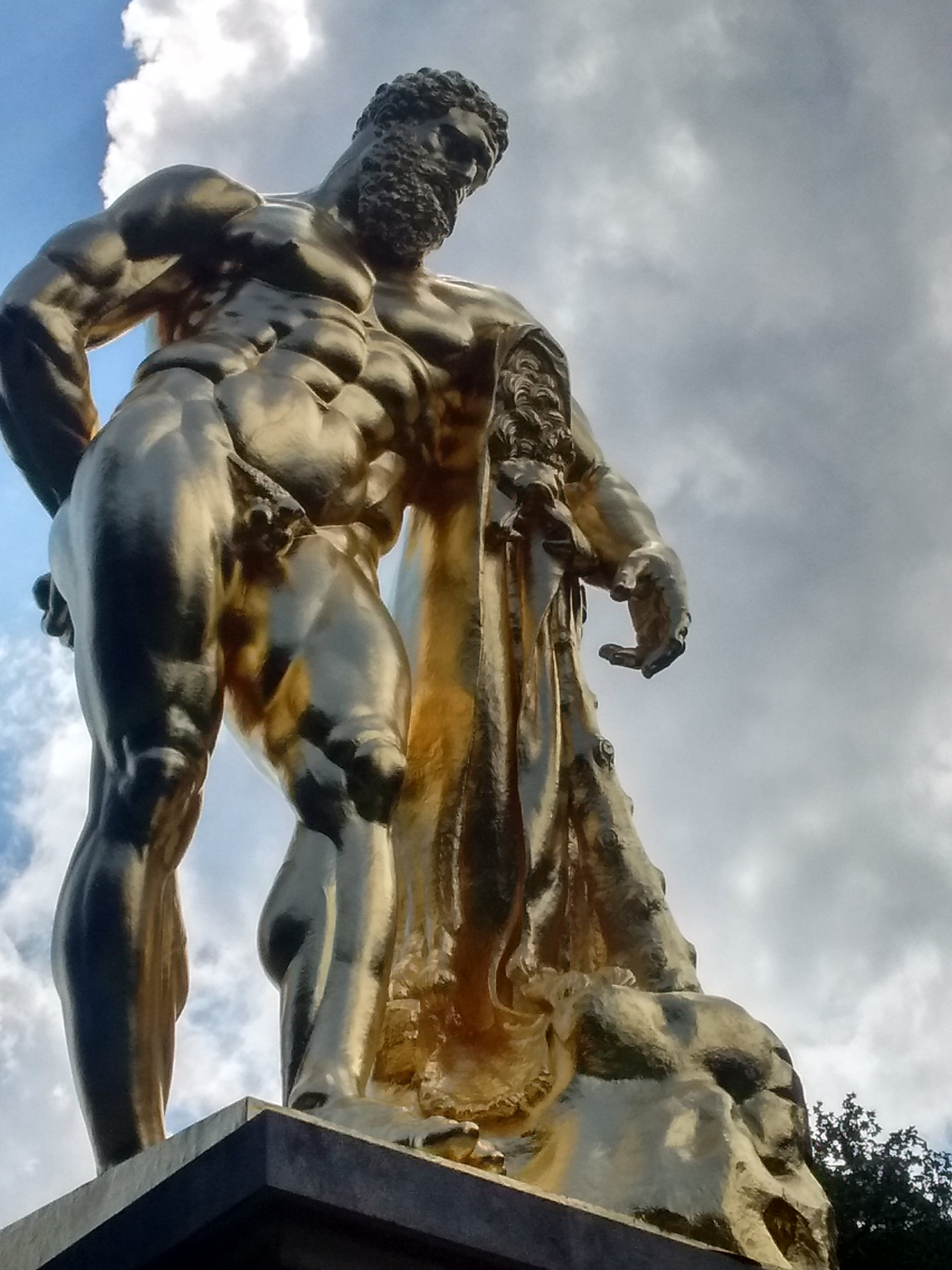
LHercule de Vaux-le-Vicomte en 2018, après qu'il a été redoré l'année précédente.

André Le Nôtre a souhaité placer une version dorée en taille réelle contre la ligne d'horizon à l'extrémité de la vue principale sur les jardins du château de Vaux-le-Vicomte. Alfred Sommier, arrière arrière-grand-père des actuels propriétaires fait la découverte décisive, par une intuition prometteuse, et ses minutieuses recherches historiques. Ayant acheté le château en 1875, pour en faire une maison de plaisance, il a entrepris de grandes restaurations. « Il a constaté que la statue était existante sur le plan d’André Le Nôtre, qui dessina au XVIIe siècle le parc de la propriété de Nicolas Fouquet, surintendant des Finances, explique l’un de ses descendants, Alexandre de Voguë. Un petit point la matérialisait. Puis l’étude des gravures à la loupe lui a permis de reconnaître la silhouette de l’Hercule Farnèse se reposant sur sa massue, bien que son profil soit à l’envers… »
Alfred Sommier décide alors de faire sculpter la statue en 1891, dans les établissements de Joseph Tournois, réputé pour son prix de Rome. « Il y a eu plusieurs maquettes en bois pour retrouver la bonne stature », poursuit l’héritier. L’œuvre en bronze doré est ensuite fondue par les frères Thiébaut.Une charrette, tirée par 27 chevaux est nécessaire pour l’acheminer jusqu’à Vaux-le-Vicomte et la dresser à un endroit stratégique, en fin de perspective, au point de convergence de toutes les lignes de fuite du château.
La statue d’Hercule, tenant dans sa main, à l’arrière de son dos, les pommes du jardin des Hespérides, a été restaurée en 2008, grâce à une mécène américaine. 70 000 € ont été nécessaires pour recouvrir de feuilles d’or le demi-dieu, haut de 6 mètres et reposant sur un socle de 5 mètres.

## Postérité
Il est montré dans le film Voyage en Italie de 1954 avec le Taureau Farnèse.
Un moulage en plâtre est exposé dans la station « Museo » de la ligne 1 du métro de Naples.